# Shakira (álbum)
Shakira (estilizado como SHAKIRA.) es el décimo álbum de estudio, cuarto en inglés y primer álbum homónimo de la cantante y compositora colombiana Shakira, lanzado el 21 de marzo de 2014 por Ace Entertainment, la empresa de Shakira, y el sello RCA Records, siendo el primer álbum de la artista lanzado por ambas compañías. Shakira comenzó a planear el proyecto en 2011; el trabajo continuó en 2012, momento en el que dejó su anterior sello Epic Records para unirse a RCA.
Shakira debutó el 3 de abril de 2014 en la posición número dos de Billboard 200, la lista de álbumes más importante de los Estados Unidos, con ventas iniciales de 85 mil copias. Esta posición se convirtió en el debut más alto de Shakira en toda su carrera en ese país, por encima de Servicio de lavandería (2001), que alcanzó el tercer lugar. El primer sencillo del álbum, «Can't Remember to Forget You», fue lanzado el 13 de enero de 2014 y alcanzó el número 15 en la lista Billboard Hot 100.
El disco presenta un concepto personal, haciéndole honor a su título homónimo. En diciembre de 2014, la prestigiosa revista musical Rolling Stone publicó una lista de los veinte mejores álbumes de 2014, en el que Shakira se ubica en la posición 19. Una editora de dicha revista afirmó: «Shakira es lo suficientemente superestrella como para tener un mayor margen de acción que sus compañeros cantantes, y es lo suficientemente talentosa como para usar dicho margen hacia límites insospechados. Mientras que el primer sencillo de su álbum, “Can't Remember to Forget You”, acompañado por Rihanna, llevó adelante el camino de un dueto con radiodifusión asegurada». Shakira fue el 41.º álbum más exitoso de 2014, con 900 mil copias vendidas durante ese año.

## Antecedentes
En octubre de 2010, Shakira lanzó su séptimo álbum de estudio, Sale el sol. El disco marcó el retorno a sus raíces musicales después de su experimentación con la electrónica y la música del álbum estaba principalmente influenciada de pop latino, algo de rock y merengue. Recibió críticas positivas y fue un éxito comercial a nivel internacional.

## Producción
| «Ya empecé a escribir nuevo material que he comenzado a explorar en el estudio de grabación cada vez que tengo tiempo en Barcelona y aquí en Miami estoy trabajando con diferentes productores y DJs,.. y trato de alimentarme de eso y encontrar nuevas fuentes de inspiración y una nueva motivación musical. Estoy ansiosa por regresar al estudio. Mi cuerpo lo está pidiendo a gritos». —Shakira describe la transición artística que experimentó durante la producción de Shakira. |

En noviembre de 2011, Shakira anunció que había comenzado a escribir material para su entonces décimo álbum (sin título). Al año siguiente, ella terminó su contrato discográfico con Epic Records y firmó con el sello Roc Nation para propósitos de management. En diciembre de 2013, fue anunciado que Shakira había firmado un contrato con RCA Records, bajo el cual el álbum sería lanzado.
Shakira comenzó a grabar el álbum en febrero de 2012, teniendo colaboraciones con productores como Benny Blanco, Tiësto, RedOne, Max Martin, Dr. Luke, LMFAO y Akon. El siguiente mes, fue revelado que ella también había colaborado con Fernando Garibay, Sia Furler, y Ester Dean. En septiembre de 2013, ella comentó que "finalmente [me sentí] cómoda con estas canciones así como con mis pantalones vaqueros". En noviembre, ella confirmó que ella estaba escribiendo las canciones finales del álbum.

## Lanzamiento y portada
En diciembre de 2012 fue anunciado que Shakira lanzaría el tema «Truth or Dare» (que finalmente se llamó Dare (La La La)) como el primer sencillo del álbum. Un vídeo musical fue supuestamente filmado en Lisboa a comienzas de ese año. Sin embargo, después de quedar embarazada del futbolista Gerard Piqué, dijo que los planes fueron pospuestos indefinidamente y nunca llegaron a definirse. En octubre de 2013, Peter Edge de RCA Records anunció las intenciones de estrenar un "evento único" de Shakira a finales de año, aunque este lanzamiento nunca ocurrió.
El 22 de enero de 2014, Shakira anunció que el álbum se titularía Shakira. Explicó que durante el proceso de grabación se dio cuenta de que no era "temático" y/o "conceptual", como sus anteriores proyectos, asegurando que su producción "[ha ayudado] a allanar un camino para mi re descubrimiento". Fue adicionalmente anunciado que el álbum sería lanzado el 25 de marzo de ese año en los Estados Unidos. Más adelante, Shakira reveló que una versión deluxe del álbum estaría disponible para reserva el 26 de enero en Target. La portada de la edición deluxe del álbum fue revelada dos días antes, y se observa a Shakira vestida con una chaqueta y un sujetador mientras sostiene una guitarra. Finalmente, el disco fue lanzado mundialmente el 25 de marzo, alcanzando el puesto número uno en iTunes en 69 países.

## Composición
Cuando se anunció por primera vez el álbum, Shakira describió su sonido como "un poco de rock, un poco de folk, un poco de reggae y naturalmente algo de dance".
La canción que abre el álbum se titula "Can't Remember to Forget You", el sencillo principal del disco. Cuenta con la participación de la artista barbadense Rihanna. Es una canción que mezcla géneros como el reggae y el rock, y cuenta con su versión en español titulada "Nunca Me Acuerdo De Olvidarte". La siguiente canción es titulada "Empire", segundo sencillo del disco, producida por Steve Mac y Shakira. Es una balada rock, con una letra que habla sobre la búsqueda de un amor tan poderoso que su imperio podría hacer que el mundo se unifique. La tercera canción es "You Don't Care About Me", producida por Shakira, Adam Messinger y Nasri Atweh. Shakira la describe como su canción más "alternativa", con una letra dedicada al desamor, y a los conflictos y experiencias que se mantienen en una problemática relación. La siguiente canción que abre la edición para EE. UU. es titulada Dare (La La La), tercer sencillo del álbum. Fue una de las primeras canciones grabadas para el disco y estaba destinada a salir como sencillo principal del disco en 2012 antes de que Shakira decidiera suspender el lanzamiento de su disco, debido a su primer embarazo. La canción fue producida por ella junto a Dr. Luke, pertenece al género dance con influencias de música electrónica y cuenta con una versión en español, titulada "La La La". La siguiente canción es "Cut Me Deep", canción que cuenta con la participación de la banda canadiense Magic! y es una canción reggae-pop, a la cual Shakira se refiere como una canción con ritmo callejero. Esta canción hace parte de la edición estándar del disco para EE. UU., mientras que en la edición para el resto del mundo solo hace parte de la edición deluxe. La siguiente canción es titulada "23", compuesta por Shakira y Luis Fernando Ochoa. Es una balada, y su letra es una dedicación para su actual pareja Gerard Piqué a quien conoció cuando él tenía 23 años. La siguiente canción es "The One Thing", producida por Shakira, Adam Messinger y Nasri Atweh. The One Thing fue la última canción que Shakira compuso para el disco, y fue escrita para su hijo Milan. La siguiente canción es "Medicine", que cuenta con la participación del artista country Blake Shelton, producida por Shakira, Busbee y Luis Fernando Ochoa, claramente la canción pertenece al género country. La próxima es "Spotlight", canción producida por Shakira y Greg Kurstin, habla sobre una relación pública, en donde se retratan las experiencias que se tienen frente a las cámaras. La siguiente canción se titula "Broken Record", una balada pop con influencias de la música country y es una cruda dedicación de amor, fue compuesta y producida por Shakira y Busbee. La siguiente canción es "Loca Por Ti", que cierra la edición estándar del disco y es una versión en español de la versión que Shakira realizó en catalán de la canción "Boig Per Tu" (que aparece en las demás ediciones del disco) de la banda de rock catalán Sau. Loca Por Ti fue completamente adaptada por Shakira.
"La La La (Brazil 2014)" es la primera canción de la edición deluxe del disco, es una adaptación de Dare (La La La) con una letra inspirada en el campeonato mundial de fútbol de la FIFA "Copa Mundial de Fútbol de 2014" que hace parte del álbum oficial de la Copa Mundial de la FIFA 2014 titulado "One Love, One Rhythm" y cuenta con la participación del cantante brasileño Carlinhos Brown, quien canta los primeros versos en portugués. Para esta versión se agregaron ritmos brasileños, como los tambores en el inicio. Esta canción también cuenta con un exitoso vídeo subido a la plataforma de vídeos Youtube en donde cuenta con más de 1100 millones de reproducciones. La siguiente canción de la edición deluxe del disco se titula "Chasing Shadows", que cierra la edición deluxe del álbum y fue compuesta por Sia Furler, Fernando Garibay y Greg Kurstin. Es una canción eurodisco brevemente influenciada por la música pop. "That Way" es la última canción, en la edición deluxe exclusiva que Shakira realizó para Target Corporation. Es una balada de piano producida por Shakira y Roy Battle.

## Lista de canciones
- Edición estándar

| Shakira |                                              | |                                         |          |  |
| N.º     | Título                                       | Escritor(es) | Productor(es)                           | Duración |  |
| 1.      | «Dare (La La La)»                            | Shakira Mebarak, Jay Singh, Lukasz Gottwald, Mathieu Jomphe-Lepine, Max Martin, Henry Walter, Raelene Arreguin, John J. Conte, Jr. | Dr. Luke, Shakira                       | 3:08     |  |
| 2.      | «Can't Remember to Forget You» (con Rihanna) | Shakira, John Hill, Tom Hull, Daniel Alexander, Erik Hassle, Robyn Fenty                                                           | Hill, Kid Harpoon, Shakira, Kuk Harrell | 3:27     |  |
| 3.      | «Empire»                                     | Steve Mac, Ina Wroldsen | Mac, Shakira                            | 3:59     |  |
| 4.      | «You Don't Care About Me»                    | Nasri Atweh, Adam Messinger, Chantal Kraviazuk                                                                                     | Shakira, Messinger, Atweh               | 3:42     |  |
| 5.      | «Cut Me Deep» (con Magic!)                   | Shakira, Atweh, Mark Pellizzer, Alex Tanas, Ben Spivak, Messinger                                                                  | Messinger, Atweh                        | 3:15     |  |
| 6.      | «Spotlight»                                  | Shakira, Hillary Lindsey, Mark Bright                                                                                              | Shakira, Greg Kurstin                   | 3:23     |  |
| 7.      | «Broken Record»                              | Shakira, Busbee | Shakira, Busbee                         | 3:14     |  |
| 8.      | «Medicine» (con Blake Shelton)               | Shakira, Nadir Khayat, Lindsey, Bright                                                                                             | RedOne, Shakira, Busbee                 | 3:21     |  |
| 9.      | «23»                                         | Shakira, Luis Fernando Ochoa | Shakira, Busbee, Ochoa                  | 4:00     |  |
| 10.     | «The One Thing»                              | Shakira, Atweh, Messinger | Shakira, Messinger, Atweh               | 3:12     |  |
| 11.     | «Nunca Me Acuerdo de Olvidarte»              | Shakira, Jorge Drexler, Hill, Hull, Alexander, Hassle                                                                              | Shakira, Hill, Ked Harpoon              | 3:26     |  |
| 12.     | «Loca Por Ti»                                | Shakira, Josep Bellavista, Carlos Hernández, Juan Clapera, Alberto Herrera                                                         | Shakira, Ochoa, Lester Mendez           | 3:41     |  |
| 41:45   |                                              | |                                         |          |  |

| Shakira — Edición de lujo (bonus track) |                                                |                                            |                                |          |  |
| N.º                                     | Título                                         | Escritor(es)                               | Productor(es)                  | Duración |  |
| 13.                                     | «La La La (Brazil 2014)» (con Carlinhos Brown) |                                            |                                | 3:19     |  |
| 14.                                     | «Chasing Shadows»                              | Sia Furler, Fernando Garibay, Greg Kurstin | Fernando Garibay, Greg Kurstin | 4:35     |  |
| 15.                                     | «That Way»                                     | Shakira, Olivia Waithey, Roy Battle        | Shakira, Battle                | 3:08     |  |

| Shakira — Edición estándar |                                              |                                                                               |                                         |          |  |
| N.º                        | Título                                       | Escritor(es)                                                                  | Productor(es)                           | Duración |  |
| 1.                         | «Can't Remember to Forget You» (con Rihanna) | Shakira, Hill, Hull, Alexander, Hassle, Fenty                                 | Hill, Kid Harpoon, Shakira, Kuk Harrell | 3:27     |  |
| 2.                         | «Empire»                                     | Mac, Wroldsen                                                                 | Shakira, Mac                            | 3:59     |  |
| 3.                         | «You Don't Care About Me»                    | Atweh, Messinger, Kraviazuk                                                   | Shakira, Messinger, Atweh               |          |  |
| 4.                         | «Dare (La La La)»                            | Shakira, Singh, Gottwald, Jomphe-Lepine, Martin, Walter, Arreguin, Conte, Jr. | Dr. Luke, Shakira                       |          |  |
| 5.                         | «Cut Me Deep» (con MAGIC!)                   | Shakira, Atweh, Pellizzer, Tanas, Spivak, Messinger                           | Messinger, Atweh                        |          |  |
| 6.                         | «23»                                         | Shakira, Ochoa                                                                | Shakira, Busbee, Ochoa                  |          |  |
| 7.                         | «The One Thing»                              | Shakira, Atweh, Messinger                                                     | Shakira, Messinger, Atweh               |          |  |
| 8.                         | «Medicine» (con Blake Shelton)               | Shakira, Khayat, Lindser, Bright                                              | RedOne, Shakira, Busbee                 |          |  |
| 9.                         | «Spotlight»                                  | Shakira, Lindsey, Bright                                                      | Shakira, Kurstin                        |          |  |
| 10.                        | «Broken Record»                              | Shakira, Busbee                                                               | Shakira, Busbee                         |          |  |
| 11.                        | «Nunca Me Acuerdo de Olvidarte»              | Shakira, Drexler, Hill, Hull, Alexander, Hassle                               | Shakira, Hill, Harpoon                  | 3:26     |  |
| 12.                        | «Loca Por Ti»                                | Shakira, Bellavista, Hernández, Clapera, Herrera                              | Shakira, Ochoa, Mendez                  |          |  |

| Shakira — Edición de Lujo (España y Latinoamérica) |                                                |                                                                              |                                          |          |  |
| N.º                                                | Título                                         | Escritor(es)                                                                 | Productor(es)                            | Duración |  |
| 1.                                                 | «Nunca Me Acuerdo de Olvidarte»                | Shakira, Drexler, Hill, Hull, Alexander, Hassle                              | Shakira, Hill, Harpoon                   | 3:26     |  |
| 2.                                                 | «Empire»                                       | Mac, Wroldsen                                                                | Shakira, Mac                             | 3:59     |  |
| 3.                                                 | «You Don't Care About Me»                      | Atweh, Messinger, Kraviazuk                                                  | Shakira, Messinger, Atweh                |          |  |
| 4.                                                 | «La La La»                                     |                                                                              |                                          | 3:06     |  |
| 5.                                                 | «23»                                           | Shakira, Atweh, Pellizzer, Tanas, Spivak, Messinger                          | Messinger, Atweh                         | 3:59     |  |
| 6.                                                 | «The One Thing»                                | Shakira, Ochoa                                                               | Shakira, Busbee, Ochoa                   | 3:11     |  |
| 7.                                                 | «Medicine» (con Blake Shelton)                 | Shakira, Khayat, Linder, Bright                                              | Shakira, RedOne, Lindser                 | 3:18     |  |
| 8.                                                 | «Loca Por Ti»                                  | Shakira, Lindser, Bright                                                     | Shakira, Busbee                          | 3:41     |  |
| 9.                                                 | «Spotlight»                                    | Shakira, Bellavista, Hernández, Clapera, Herrera                             | Shakira, Ochoa, Mendez                   | 3:23     |  |
| 10.                                                | «Broken Record»                                | Shakira, Lindsey, Bright                                                     | Shakira, Kurstin                         | 3:14     |  |
| 11.                                                | «Boig Per Tu»                                  | Shakira, Busbee                                                              | Shakira, Busbee                          | 3:44     |  |
| 12.                                                | «Can't Rememeber to Forget You» (con Rihanna)  |                                                                              |                                          | 3:26     |  |
| 13.                                                | «La La La (Brasil 2014)» (con Carlinhos Brown) | Shakira, Singh, Gottwald, Jomphe-Lepine, Martin, Walter, Arreguin, Conte Jr. | Shakira, Dr. Luke, J2, Circut, Billboard | 3:17     |  |
| 14.                                                | «Chasing Shadows»                              | Furler, Garibay, Kurstin                                                     | Garibay, Kurstin                         | 3:31     |  |
| 15.                                                | «Cut Me Deep» (con MAGIC!)                     | Shakira, Hill, Hull, Alexander, Hassle, Fenty                                | Hill, Harpoon, Shakira, Harrell          | 3:15     |  |

| Shakira — Edición de Lujo (Japón) |                                                                                 |                                                                              |                                          |          |  |
| N.º                               | Título                                                                          | Escritor(es)                                                                 | Productor(es)                            | Duración |  |
| 1.                                | «Can't Remember to Forget You» (con Rihanna)                                    | Shakira, Drexler, Hill, Hull, Alexander, Hassle                              | Shakira, Hill, Harpoon                   | 3:26     |  |
| 2.                                | «Empire»                                                                        | Mac, Wroldsen                                                                | Shakira, Mac                             | 3:59     |  |
| 3.                                | «You Don't Care About Me»                                                       | Atweh, Messinger, Kraviazuk                                                  | Shakira, Messinger, Atweh                |          |  |
| 4.                                | «Dare (La La La)»                                                               |                                                                              |                                          | 3:06     |  |
| 5.                                | «Cut Me Deep» (con Magic!)                                                      | Shakira, Atweh, Pellizzer, Tanas, Spivak, Messinger                          | Messinger, Atweh                         | 3:15     |  |
| 6.                                | «23»                                                                            | Shakira, Ochoa                                                               | Shakira, Busbee, Ochoa                   | 3:59     |  |
| 7.                                | «The One Thing»                                                                 | Shakira, Atweh, Messinger                                                    | Shakira, Messinger, Atweh                | 3:11     |  |
| 8.                                | «Medicine» (con Blake Shelton)                                                  | Shakira, Khayat,Lindser, Bright                                              | Shakira, RedOne, Busbee                  | 3:18     |  |
| 9.                                | «Spotlight»                                                                     | Shakira, Bellavista, Hernández, Clapera, Herrera                             | Shakira, Ochoa, Mendez                   | 3:23     |  |
| 10.                               | «Broken Record»                                                                 | Shakira, Lindsey, Bright                                                     | Shakira, Kurstin                         | 3:14     |  |
| 11.                               | «Nunca Me Acuerdo De Olvidarte»                                                 | Shakira, Busbee                                                              | Shakira, Busbee                          | 3:26     |  |
| 12.                               | «Loca Por Ti»                                                                   |                                                                              |                                          | 3:41     |  |
| 13.                               | «La La La (Brasil 2014)» (con Carlinhos Brown)                                  | Shakira, Singh, Gottwald, Jomphe-Lepine, Martin, Walter, Arreguin, Conte Jr. | Shakira, Dr. Luke, J2, Circut, Billboard | 3:17     |  |
| 14.                               | «Chasing Shadows»                                                               | Furler, Garibay, Kurstin                                                     | Garibay, Kurstin                         | 3:31     |  |
| 15.                               | «That Way»                                                                      | Shakira, Hill, Hull, Alexander, Hassle, Fenty                                | Hill, Harpoon, Shakira, Harrell          | 3:10     |  |
| 16.                               | «Can't Remember to Forget You» (Tokio Ska Paradise Orchesta Remix)(con Rihanna) | Shakira, Hill, Hull, Alexander, Hassle, Fenty                                | Hill, Harpoon, Shakira, Harrell          | 3:10     |  |

## Sencillos

### «Can't Remember to Forget You» / «Nunca Me Acuerdo de Olvidarte»
«Can't Remember to Forget You» fue anunciada como el primer sencillo de Shakira el 13 de enero de 2014, y cuenta con la colaboración de la cantante barbadense Rihanna. Entró en el Billboard Hot 100 en la posición #28 en Estados Unidos, convirtiéndose en su canción de más alto debut en los Estados Unidos., y alcanzando como máxima posición el #15. El vídeo musical fue dirigido por Joseph Kahn. Una versión en español y en solitario de la canción, titulada "Nunca Me Acuerdo de Olvidarte", fue publicada el  21 de enero.

### «Empire»
«Empire» fue publicado como sencillo promocional del álbum el 24 de febrero de 2014, y luego fue lanzado como el segundo sencillo oficial del álbum. Es una balada rock compuesta por Ina Wroldsen & Steve Mac, y producida por este último y Shakira. El vídeo musical fue dirigido por Darren Craig. En él se muestra a Shakira vestida de novia y fue estrenado el 25 de marzo, el mismo día en que fue lanzado el álbum a nivel mundial. La canción marcó su pico más alto en la posición #58 en el Billboard Hot 100. Shakira interpretó el tema en IHeartRadio, The Tonight Show Starring Jimmy Fallon, The Today Show, The Voice UK, IHeartRadio Music Awards, The Voice y en los Billboard Music Awards.

## Certificaciones
| País      | Certificador | Certificación |
| --------- | ------------ | ------------- |
| Colombia  | ASINCOL      | Diamante      |
| Argentina | CAPIF        | Oro           |
| España    | PROMUSICAE   | Platino       |
| México    | AMPROFON     | Platino       |
| Francia   | SNEP         | Oro           |
| Polonia   | ZPAV         | Platino       |

## Historial de lanzamiento
| País           | Fecha               | Formato              | Discográfica | Ref.   |
| -------------- | ------------------- | -------------------- | ------------ | ------ |
| Alemania       | 21 de marzo de 2014 | CD, descarga digital | Sony Music   | [ 36 ] |
| Colombia       | 25 de marzo de 2014 | CD, descarga digital | Sony Music   | [ 37 ] |
| Estados Unidos | 25 de marzo de 2014 | CD, descarga digital | RCA Records  | [ 38 ] |
| México         | 24 de marzo de 2014 | CD, descarga digital | Sony Music   | [ 39 ] |
| Japón          | 24 de marzo de 2014 | CD, descarga digital | RCA Records  | [ 40 ] |